# Průplav Seina – severní Evropa
Průplav Seina – severní Evropa, Průplav Seina–Sever nebo také Seina–Šelda je velkokapacitní vodocestný transportní systém, který se nyní realizuje, hlavní práce na stavbě průplavu mají začít v roce 2020. Průplav je projektován z řeky Oise v Janville, severně od Compiègne, k vodní cestě Dunkirk-Escaut, východně od Arleux. Celková délka nového průplavu bude 105 km.
Seina – severní Evropa nahradí vodní cestu Canal de Saint Quentin a současně Canal du Nord, jejichž kapacita je hluboko pod současnými evropskými standardy.
Průplav propojí řeky Seinu a Šeldu a umožní transport zboží vodními cestami. Jakmile bude nové spojení Seina–Sever zprovozněno, umožní velkým plavidlům transport zboží mezi řekou Seinou (Pařížskou aglomerací) a přístavy Dunkerque, Antverpy, a Rotterdam, ale díky evropské síti vnitrozemských vodních cest také se všemi částmi Evropy.
Hlavním efektem bude výrazné rozšíření obchodních toků energeticky účinným a ekologicky šetrným způsobem dopravy a připojení francouzských vodních cest do okolních zemí Evropy, jako je Belgie, Německo, Nizozemsko a Švýcarsko.
Průplav se bude skládat z několika velkých staveb, mezi nimi i 7 plavebních komor. Rozpočet projektu je 2,6 miliardy € (asi 70 miliard Kč) s financováním prostřednictvím vlády, Evropské unie, francouzské vlády a francouzských regionů.

## Základní parametry průplavu

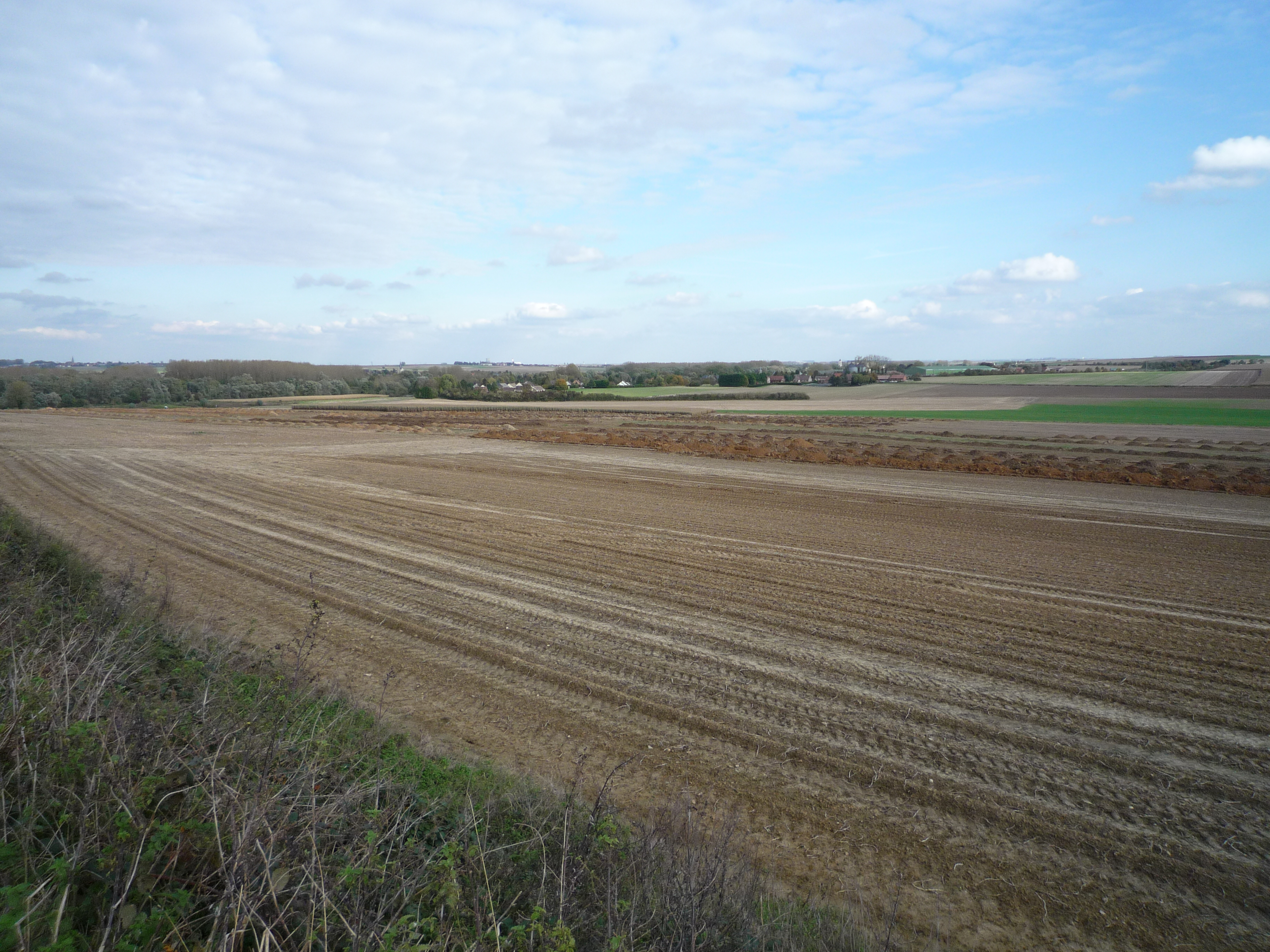
Archeologický průzkum u obce Aubencheul-au-Bac

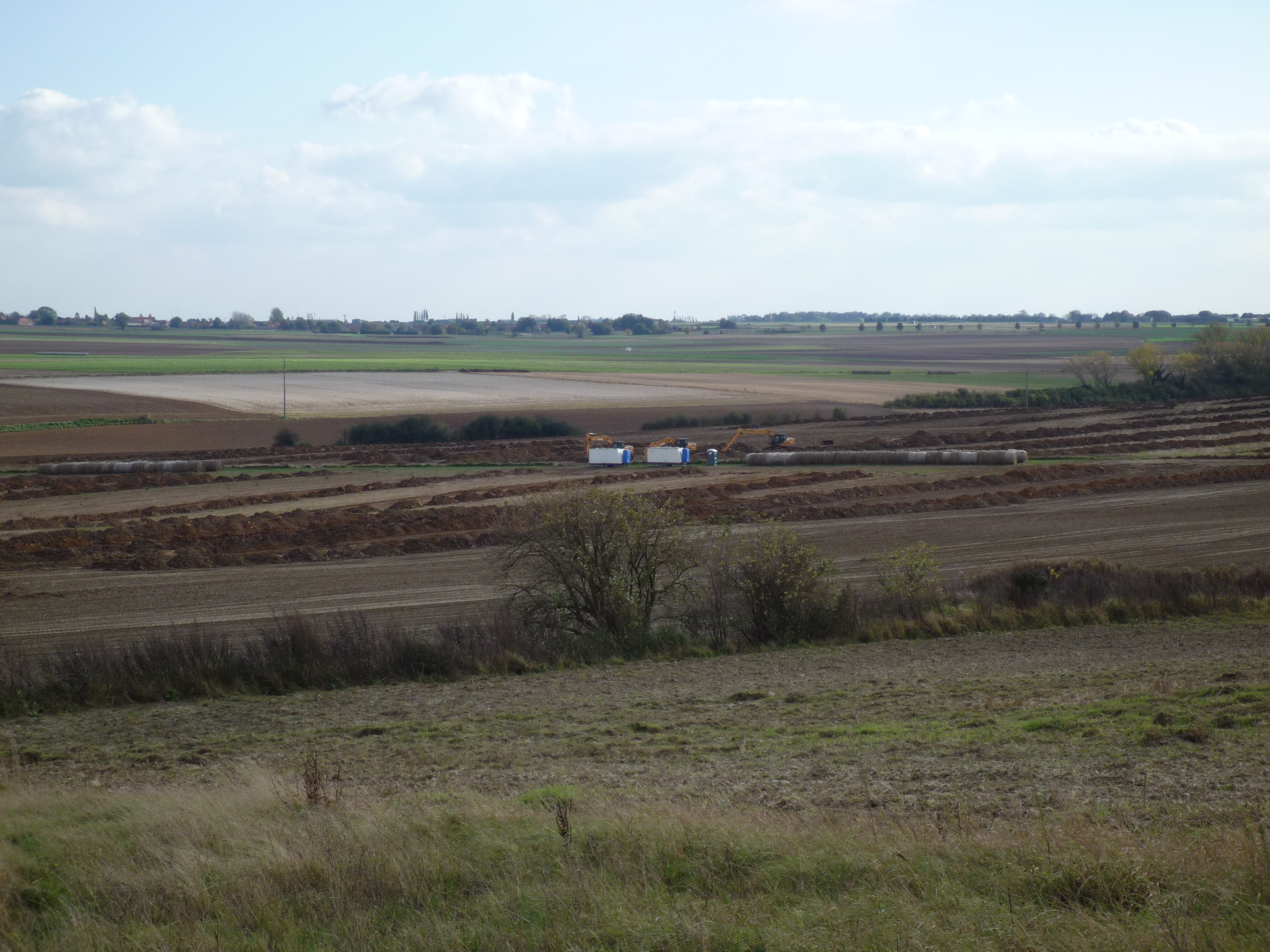
Archeologický průzkum u obce Aubencheul-au-Bac

- Vodní cesta je navrhována s následujícími rozměry:
- Třída vodní cesty [1] :	Vb
- Přípustná délka tlačných souprav (m) [2] :		185
- Přípustná délka motor. náklad. lodí (m):		135
- Přípustná šířka plavidel (m):		11,4
- Přípustný ponor (m):		2,8
- Maximální nosnost souprav (t):		4 000
- Maximální nosnost motor. nákl. lodí (t):		2 700
- Délka plavebních komor (m):		190
- Šířka plavebních komor (m):		12,5
- Šířka plavební dráhy (m):		40,0
- Šířka lichoběžníkového profilu průplavu v hladině (m):		54,0
- Hloubka lichoběžníkového profilu průplavu (m):		4,0 – 5,0
- Minimální poloměr oblouků Rmin (m):		800
- Výjimečně přípustný poloměr oblouků Rmin min (m):		650
- Podjezdná výška mostů (m):		7,0

106 km dlouhý …
… Včetně 34 km trasy v oblasti Oise, 46 km na Somme a 26 km v Pas-de-Calais bude vybudováno na převážně zemědělské půdě. Prvních 18 km projektu se nachází v údolí řeky Oise a spočívají především v úpravách řeky a rozšíření stávající vodní cesty. Od Noyon až po vodní cestu DUNKERQUE-Escaut bude průplav Seine – Severní Evropa postaven na svazích nebo polích, aby se ochránily údolní nivy.
54 m široký …
… je samotný průplav. Celkový rozsah stavby, s hrázemi, náspy, silnicemi a přístavy se v průměru pohybuje mezi 100 až 150 metrů. Celková plocha projektu (včetně multimodálních platforem, vodních nádrží a míst pro uložení přebytečného materiálu) je 2 450 ha.
4,5 m hluboký …
… Lodě budou mít zaručený ponor 3 metry po celý rok.
55 milionů m³ zeminy bude přemístěno …
Z toho bude 30 milionů m³ přebytečné zeminy uloženo na pozemcích v blízkosti průplavu a použito jako součást projektu na rekultivace a zalesňování.
Průplav se bude skládat z těchto staveb:
7 plavebních komor …
…včetně 1 v údolí řeky Oise (rozdíl hladin 6,41 m) a 6 v Noyon Canal Dunkerque-Šelda s rozdílem hladin v rozmezí 15 až 30 m.
3 průplavní mosty …
…2 přes dálnice A29 a A26 a jeden rekordní 1 330 metrů dlouhý průplavní most přes údolí a přírodní rezervaci řeky Somme.
57 silničních mostů …
… Průměrně 1 most každé 2 km pro kvalitní spojení pozemní dopravou přes průplav ve směru východ-západ.
2 železniční mosty …
… Umožní provoz železnic Jeumont Creil (v Pont-L’Evêque) a Amiens a Laon (na Nesle) k překročení průplavu Seine-Nord.
4 průmyslové zóny vázané na přístavy:
Cambrai-Marquion, Péronne-Haute Picardie, Nesle, Noyonnais, každá o rozloze 360 ha. Budou poskytovat přístavní služby pro regionální firmy až v 6 přístavech spojením s námořními přístavy Le Havre, Rotterdam a dalších. Budou vytvářeny další nové průmyslové zóny, zlepšovány logistické služby, což přispěje k hospodářskému rozvoji a vytváření pracovních míst.
5 obilných přístavů:
Graincourt-na-Havrincourt, Moislains, Clery-sur-Somme, Languevoisin a Noyon, obilná sila na okraji průplavu Canal du Nord, které budou sloužit ke skladování obilí a budou umožňovat nakládku na lodě.
2 překladové přístavy:
Thourotte a Ribécourt umožní přístup k řece pro logistiku a průmysl v údolí řeky Oise.
5 rekreačních zařízení:
V Hermies, Allaines, Biaches/pont-canal, Saint-Christ-Briost, Ercheu budou umístěny přístavy pro rekreační plavidla individuální nebo kolektivní (kajutové lodi, jachty, plachetnice, rekreační plavidla), které budou také centry místní zábavy.
2 vodní nádrže:
Allain-Bouchavesnes-Bergen (Louette) a Etricourt-Manancourt-Equancourt (Tarteron) budou vodní nádrže o objemu 16 mil. m3 pro zajištění provozu průplavu při nízkém stavu vody v řece Oise (např. při kritickém suchu).

## Jaké přínosy od projektu Francie očekává?
Projekt průplavu Seine-severní Evropa je součástí komplexního rozvoje pro zvýšení konkurenceschopnosti Evropy, snížení vlivu dopravy na životní prostředí a zvýšení všestrannosti vodní dopravy. Průplav bude procházet mnoha ekonomickými zónami, kterým nabídne nové možnosti rozvoje. Projekt vytvoří 25 000 pracovních míst do roku 2030 a až 45 000 do roku 2050.
7 Klíčových bodů projektu:
1 – Chybějící spojení mezi povodím Seiny a severem Pas de Calais
Odstraněním úzkého místa na jedné z nejdůležitějších evropských vodních cest bude vytvořen důležitý koridor pro nákladní lodě velkých rozměrů (4400 tun) spojující povodí řeky Seiny s přístavy v oblasti Dunkerque a Le Havre v Beneluxu.
Až 3násobný nárůst říční dopravy na trase sever-jih do roku 2020.
2 – Nové řešení v oblasti logistiky
Pro zvýšení konkurenceschopnosti podniků prostřednictvím mnoha spolehlivých vodních cest: nižší náklady díky kvantitě, spolehlivost, včasnost dodání, bezpečnost … Multimodální možnosti činnosti (zemědělství, průmysl, cestovní ruch, stavebnictví, logistika, chemikálie, recyklace …) budou skutečným impulsem k rozvoji logistiky a obchodu regionů.
Snížení nákladů na dopravu o 15 % až 50 %.
3 – Přispěje k rozvoji území Pařížské metropole a Nord-Pas de Calais díky napojení Seiny.
Průplav Seine – Severní Evropa nabídne mimořádné spojení s přístavy severní Evropy Le Havre-Rotterdam všem dopravcům, kteří se pohybují po vodních cestách Seine-Scheldt, Haute-Normandie, Ile de France, Picardie a Nord-Pas de Calais.
Růst výkonů vodní dopravy mezi 6 a 7 miliard tun-km na evropských vodních cestách v roce 2020.
4 – Rozvoj francouzských vnitrozemských přístavů
Vodní cestou Seine – Severní Evropa budou napojeny na síť vnitrozemských vodních cest námořní přístavy Le Havre, Rouen a Dunkerque a tím i na síť vnitrozemských přístavů, čímž podpoří jejich rozvoj. Trimodalita je budoucností logistického řetězce využívajícího průplavu, jehož přístavy jsou napojeny na železniční a silniční sít a jejich umístění umožní vytvoření strategické spolupráce.
Zvýšení podílu francouzských přístavů na evropském trhu.
5 – Dostupnost zboží v centru velkých měst
Schopnost dodávat zboží do center ekonomických aglomerací bez obtěžování a bez konfliktů s osobní dopravou. Vnitrozemské vodní cesty pomáhají snížit dopravní zácpy. Dodání zboží na určené místo se zárukou bezpečnosti a spolehlivosti.
4,5 miliardy tun-km silniční nákladní dopravy převezmou vodní cesty do roku 2020.
6 – začlenění udržitelné dopravní politiky
Vodní cesty jsou bezpečné, energeticky účinné, a pomáhají bojovat proti znečišťování ovzduší skleníkovými plyny a proti dopravním zácpám. Nízké emise CO2 při budoucím provozu na průplavu Seine – Severní Evropa přispěje ke splnění závazků Francie v rámci Kjótského protokolu. Zvláště pak díky projektům typu Zemships, lodím nové generace poháněných vodíkem (první pluje od 29. srpna 2008 v Hamburku).
Úspory 280 000 tun emisí CO2 v roce 2020 a 570 000 tun v roce 2050.
7 – Vodohospodářský a turistický potenciál
Vodní cesty nabízí mnoho možností nad rámec své dopravní funkce. Prostřednictvím své kapacity pro přenos vody je možné poskytnout průmyslovou nebo pitnou vodu, regulovat průtoky řek, aby se omezily dopady povodní řeky Somme a Oise. Rozvoj rekreační plavby, návštěva vodních děl, cyklostezky podél vodních cest … Průplav Seine – Severní Evropa bude rozvíjet rekreaci a trávení volného času, otevře atraktivní oblasti cestovnímu ruchu.
Zlepšení situace v době povodní na řece Oise pro více než 500 domovů. Vytvoření pracovních míst v turistickém ruchu a zvýšení atraktivity oblasti

## Vliv na životní prostředí
Podle Nicolase Bouryho, vedoucího mise Seina – severní Evropa, „1500 kontejnerů vyložených v námořním přístavu potřebuje k převozu 1000 nákladních automobilů na silnici nebo 25-plně naložených nákladních vlaků, ale pouze 5 vnitrozemských plavidel.“ Ke splnění tohoto požadavku pro přepravu zboží a eliminaci dopravních zácp a snížení emisí CO2 je využití hromadného a ekologického druhu dopravy – vnitrozemské vodní dopravy a rozvoj intermodality absolutní nutností.